# Karol I Habsburg
Karol I, właśc., niem. Karl Franz Josef Ludwig Hubert Georg Maria (ur. 17 sierpnia 1887 w Persenbeugu, zm. 1 kwietnia 1922 w Funchal na Maderze) – ostatni władca Cesarsko-Królewskich Austro-Węgier (jako król Węgier – Karol IV, jako król Czech – Karol III), pochodził z dynastii habsbursko-lotaryńskiej. Błogosławiony Kościoła katolickiego.

## Życiorys

### Młodość
Syn arcyksięcia Ottona (1865–1906) – młodszego brata arcyksięcia Franciszka Ferdynanda (1863–1914) i Marii Józefy Saskiej (córki króla Saksonii Jerzego I Wettyna), następca Franciszka Józefa I.
W 1900 rozpoczął naukę w wiedeńskim Gimnazjum Szkockim. Nie zdawał matury, ponieważ cesarz Franciszek Józef uważał, że arcyksiążę nie powinien konkurować z tymi, którzy mogliby stać się w przyszłości jego poddanymi. W latach 1906–1908 był słuchaczem uniwersytetu praskiego. Jednocześnie rozwijał karierę wojskową. W 1903 został mianowany podporucznikiem, a w 1905 rozpoczął regularną służbę wojskową.
W 1909 poznał, a w 1911 ożenił się z księżniczką Zytą Parmeńską. Para miała ośmioro dzieci, w tym pięciu synów. Ich najstarszym synem był Otto von Habsburg (1912–2011). Najmłodsza córka, Elżbieta, urodziła się w 1922 już po śmierci ojca.
Małżeństwo Franciszka Ferdynanda było morganatyczne (potomstwo z tego związku nie miało praw do tytułów, funkcji i dóbr dziedziczonych w rodzinie małżonka wyższego stanem). Po zabójstwie Franciszka Ferdynanda w 1914, Karol stał się następcą tronu. Lata 1914–1916 spędził jako dowódca sztabowy na froncie I wojny światowej.

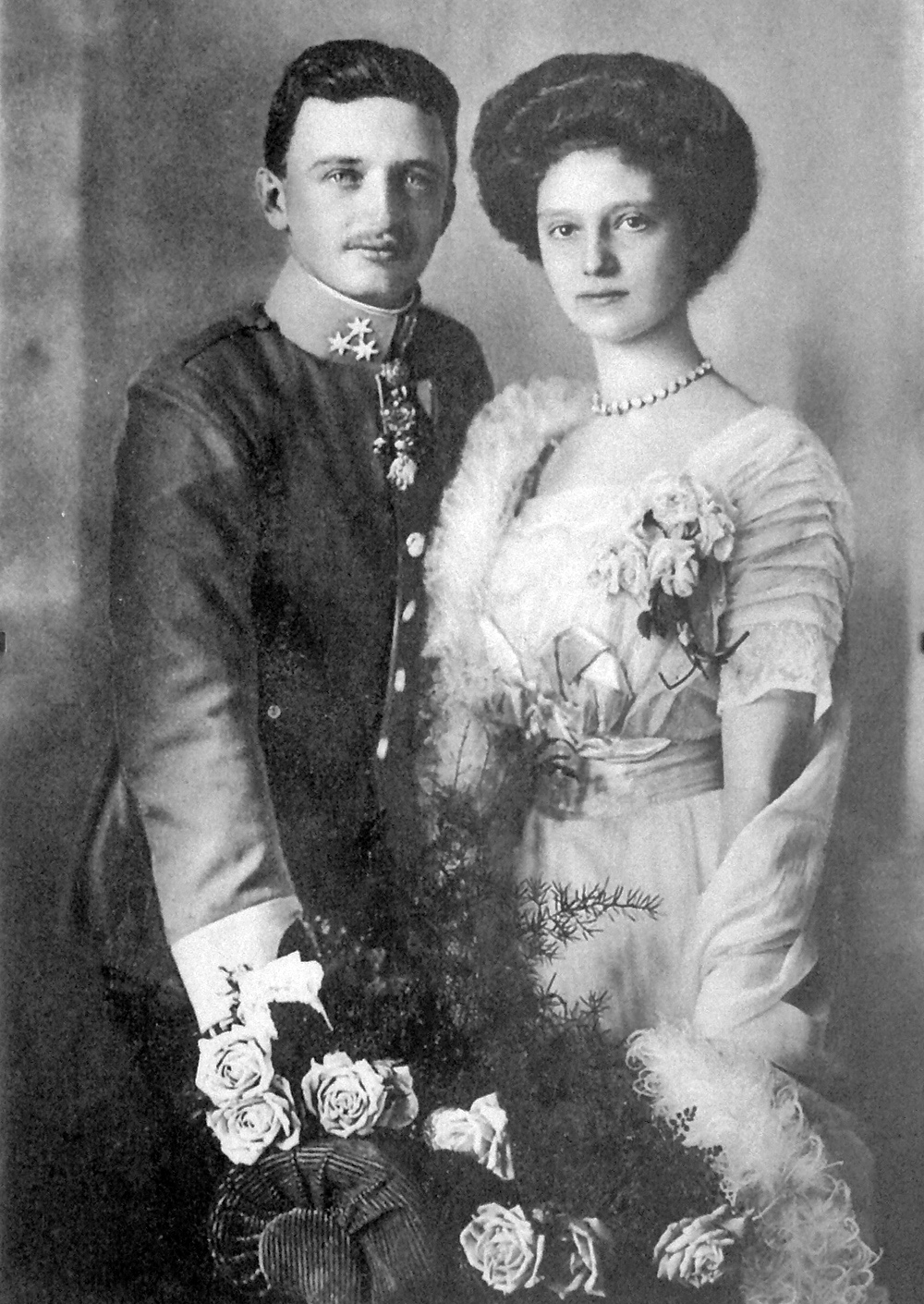
Karol Habsburg z małżonką

Cesarz Franciszek Józef był bardzo zadowolony z perspektywy objęcia tronu przez Karola, który przypominał go zarówno fizycznie, jak i ze względu na konserwatywne poglądy. Cesarz doceniał zalety młodego następcy tronu, który stopniowo stał się jego zaufanym. Franciszek Józef tak pisał o Karolu:

Cenię Karola, który jasno wyraża swoje opinie, ale kiedy podtrzymuję mój punkt widzenia, potrafi okazać mi posłuszeństwo.

### Panowanie
11 listopada 1916 został wezwany do Wiednia, w związku ze złym stanem zdrowia cesarza, który zmarł dziesięć dni później. 30 grudnia 1916 został koronowany na króla Węgier. Podejmował nieskuteczne działania na rzecz zakończenia wojny i ocalenia monarchii austro-węgierskiej (tzw. Sprawa Sykstusa) oraz przekształcenia jej w federację autonomicznych krajów narodowych (Manifest „Do moich ludów”). Wszystkie podejmowane wysiłki spełzły na niczym i los Austrii został ostatecznie związany z losem cesarstwa niemieckiego. Upadek tego ostatniego w 1918 pociągnął za sobą koniec Habsburgów (choć monarchia w Niemczech upadła kilka dni wcześniej niż w Austrii i na Węgrzech).
11 listopada 1918 ogłosił, że nie abdykuje, ale rezygnuje z udziału w rządach. Opuścił nękaną niepokojami stolicę oraz opustoszałą rezydencję cesarską w Schönbrunn i udał się do pałacu w Eckarstau. Było to przemyślane posunięcie – nowa siedziba znajdowała się niedaleko Wiednia i granicy węgierskiej, była także prywatną posiadłością należącą do rodziny Habsburgów, zatem nowy republikański rząd jej nie skonfiskował. Tam, 13 listopada, Karol przyjął delegację węgierską i podpisał kolejne zrzeczenie się z udziału w rządach – tym samym przestała istnieć wielowiekowa unia łącząca Austrię i Węgry. W tym czasie o bezpieczeństwo byłego monarchy troszczył się podpułkownik brytyjskiej armii Edward Lisle Strutt, przysłany nad Dunaj przez króla Jerzego V, który obawiał się, iż Habsburgowie mogą podzielić los Romanowów.

### Wygnanie i śmierć
Ponieważ sytuacja w Austrii była nadal niestabilna, a Karol odmawiał spełnienia żądań władz republikańskich podpisania formalnej abdykacji (licząc po cichu, iż sytuacja w kraju znormalizuje się i zostanie ponownie poproszony o objęcie władzy), konieczny stał się wyjazd z kraju. 23 marca 1919 opuścił Eckarstau ubrany w mundur feldmarszałka i udał się do pobliskiej stacji w Kopfstetten, skąd odjechał pociągiem dworskim dawnych cesarsko-królewskich Kolei Państwowych. Kolejnego dnia na ostatniej austriackiej stacji w Feldkirch wydał oświadczenie, że cofa zrzeczenie się władzy, nadal uważa się za monarchę i formalnie nie abdykował, czym jeszcze bardziej zirytował republikanów. Następnie, już w cywilnym ubraniu, przekroczył wraz z rodziną granicę Szwajcarii. Para cesarska żyła tam w bardzo trudnych warunkach materialnych, gdyż dobra państwowe, a później i prywatne Habsburgów zostały skonfiskowane przez władze młodej Republiki Niemieckiej Austrii, a członkowie rodziny pozbawieni prawa powrotu do ojczyzny (chyba że zadeklarowali lojalność wobec republikańskiej formy państwa). Na wygnaniu towarzyszył cesarzowi jego adiutant przyboczny pułkownik Włodzimierz Ledóchowski.
W marcu i październiku 1921 Karol podjął dwie nieudane próby restauracji swojej władzy na Węgrzech, zakończone niepowodzeniem, przez działania Miklósa Horthyego.
Decyzją państw Ententy został wywieziony przez brytyjski krążownik na portugalską wyspę Maderę. Wraz z nim na wygnanie udała się jego żona, a później także dzieci. Zmarł na zapalenie płuc, które pogłębiło się w związku z wilgotnym klimatem wyspy i złymi warunkami materialnymi, w jakich przebywała rodzina (dobra ziemskie w Austrii zostały skonfiskowane, a rodowe klejnoty zostały skradzione na Maderze).
Został pochowany w kościele Nossa Senhora do Monte w Funchal, pogrzeb zgromadził 30 tys. ludzi. Jego grobowiec zajmuje osobną kaplicę w kościele. Od 1989 w kościele kapucynów w Wiedniu czeka miejsce na jego grób, jednak rodzina Habsburgów uważała, że przeniesienie zwłok byłoby nietaktem wobec obywateli Madery, którzy pomagali mu w ostatnim okresie życia.

## Beatyfikacja
Proces beatyfikacyjny rozpoczął się w 1949 roku. Karol I Habsburg został beatyfikowany 3 października 2004 przez papieża Jana Pawła II w Watykanie. Liturgiczne wspomnienie bł. Karola I Habsburga przypada 21 października.
Zachowały się relacje mówiące o tym, że rodzice Karola Wojtyły nadali przyszłemu papieżowi imię Karol właśnie na cześć ostatniego władcy Austro-Węgier Karola I Habsburga. Drugie imię Józef, miał zawdzięczać cesarzowi Franciszkowi Józefowi I. Papież spotkał się kiedyś z cesarzową Zytą, żoną ostatniego cesarza Austrii Karola I Habsburga, witając ją słowami: „Miło mi powitać cesarzową mojego ojca”. W rodzinie Wojtyłów silna była więź sympatii z Austrią. Ostatnim błogosławionym, którego Jan Paweł II wyniósł na ołtarze, był właśnie ostatni cesarz Austrii Karol I Habsburg.

## Pełna tytulatura
Karol, z Bożej Łaski cesarz Austrii, apostolski król Węgier, król Czech, Dalmacji, Chorwacji, Slawonii, Galicji, Lodomerii i Ilyrii, król Jerozolimy etc etc. arcyksiążę Austrii, wielki książę Toskanii i Krakowa, książę Lotaryngii, Salzburga, Styrii, Karyntii, Krainy i Bukowiny, wielki książę Siedmiogrodu, margrabia Moraw, książę Dolnego i Górnego Śląska, Modeny, Parmy, Piacenzy, Guastalli, Oświęcimia i Zatoru, Cieszyna, Friaul, Raguzy i Zary, uksiążęcony hrabia Habsburga i Tyrolu, Kyburga, Goricy i Kradiski, książę Trydentu i Brixen, margrabia Łużyc Dolnych i Górnych oraz Istrii, hrabia Hohenembs, Feldkirch, Bregencji, Sonnenebergu, pan Triestu, Cattaro i Marchii Wendyjskiej, wielki wojewoda województwa Serbii, etc., etc.

## Genealogia
| Prapradziadkowie                                        | cesarz Austrii Franciszek II Habsburg (1768-1835) ∞ 1790 Maria Teresa Burbon-Sycylijska (1772-1807)        | król Bawarii Maksymilian I Józef Wittelsbach (1756-1825) ∞ 1797 Karolina Fryderyka Badeńska (1776-1841) | Franciszek I Burbon (1777-1830) ∞ 1796 Maria Izabela Burbon (1789-1848)                      | Karol Ludwik Habsburg (1771-1847) ∞1815 Henrietta Nassau-Weilburg (1797-1829)                | Maksymilian Wettyn (1759-1838) ∞1792 Karolina Burbon-Parmeńska (1770-1804)        | król Bawarii Maksymilian I Józef Wittelsbach (1756-1825) ∞ 1797 Karolina Fryderyka Badeńska (1776-1841)  | Ferdynand Jerzy Koburg (1785-1851) ∞ 1815 Maria Antonina Koháry (1797-1862)                         | cesarz Brazylii Piotr I Bragança (1798-1834) ∞ 1817 Maria Leopoldyna Habsburg (1797-1826)           |
| Pradziadkowie                                           | Franciszek Karol Habsburg (1802-1878) ∞ 1824 Zofia Wittelsbach (1805-1872)                                 | Franciszek Karol Habsburg (1802-1878) ∞ 1824 Zofia Wittelsbach (1805-1872)                              | król Obojga Sycylii Ferdynand II Burbon (1810-1859) ∞ 1837 Maria Teresa Habsburg (1816–1867) | król Obojga Sycylii Ferdynand II Burbon (1810-1859) ∞ 1837 Maria Teresa Habsburg (1816–1867) | król Saksonii Jan Wettyn (1801-1873) ∞1822 Amelia Augusta Wittelsbach (1801-1877) | król Saksonii Jan Wettyn (1801-1873) ∞1822 Amelia Augusta Wittelsbach (1801-1877)                        | król Portugalii Ferdynand II Koburg (1819-1885) ∞1836 królowa Portugalii Maria Bragança (1819-1853) | król Portugalii Ferdynand II Koburg (1819-1885) ∞1836 królowa Portugalii Maria Bragança (1819-1853) |
| Dziadkowie                                              | Karol Ludwik Habsburg (1833-1896) ∞1862 Maria Annunziata Burbon (1843-1871)                                | Karol Ludwik Habsburg (1833-1896) ∞1862 Maria Annunziata Burbon (1843-1871)                             | Karol Ludwik Habsburg (1833-1896) ∞1862 Maria Annunziata Burbon (1843-1871)                  | Karol Ludwik Habsburg (1833-1896) ∞1862 Maria Annunziata Burbon (1843-1871)                  | król Saksonii Jerzy I Wettyn (1832-1904) ∞ 1859 Maria Anna Koburg (1843–1884)     | król Saksonii Jerzy I Wettyn (1832-1904) ∞ 1859 Maria Anna Koburg (1843–1884)                            | król Saksonii Jerzy I Wettyn (1832-1904) ∞ 1859 Maria Anna Koburg (1843–1884)                       | król Saksonii Jerzy I Wettyn (1832-1904) ∞ 1859 Maria Anna Koburg (1843–1884)                       |
| Rodzice                                                 | Otto Franciszek Habsburg (1865-1906) ∞1886 Maria Józefa Wettyn (1867-1944)                                 | Otto Franciszek Habsburg (1865-1906) ∞1886 Maria Józefa Wettyn (1867-1944)                              | Otto Franciszek Habsburg (1865-1906) ∞1886 Maria Józefa Wettyn (1867-1944)                   | Otto Franciszek Habsburg (1865-1906) ∞1886 Maria Józefa Wettyn (1867-1944)                   | Otto Franciszek Habsburg (1865-1906) ∞1886 Maria Józefa Wettyn (1867-1944)        | Otto Franciszek Habsburg (1865-1906) ∞1886 Maria Józefa Wettyn (1867-1944)                               | Otto Franciszek Habsburg (1865-1906) ∞1886 Maria Józefa Wettyn (1867-1944)                          | Otto Franciszek Habsburg (1865-1906) ∞1886 Maria Józefa Wettyn (1867-1944)                          |
| Karol I Habsburg-Lotaryński (1887-1922), cesarz Austrii | | |                                                                                              |                                                                                              |                                                                                   | | | |
| Żona                                                    | ∞1908 Zyta Burbon-Parmeńska (1892-1989)                                                                    | ∞1908 Zyta Burbon-Parmeńska (1892-1989)                                                                 | ∞1908 Zyta Burbon-Parmeńska (1892-1989)                                                      | ∞1908 Zyta Burbon-Parmeńska (1892-1989)                                                      | ∞1908 Zyta Burbon-Parmeńska (1892-1989)                                           | ∞1908 Zyta Burbon-Parmeńska (1892-1989)                                                                  | ∞1908 Zyta Burbon-Parmeńska (1892-1989)                                                             | ∞1908 Zyta Burbon-Parmeńska (1892-1989)                                                             |
| Dzieci                                                  | Otto von Habsburg (1912-2011) ∞1951 Regina Helena, księżna Saksonii-Meiningen i Hildburghausen (1925-2010) | Adelajda (1914-1971)                                                                                    | Robert Karol (1915-1996) ∞1953 Małgorzata Sabaudzka-Aosta (1930-)                            | Feliks Ferdynand (1916-2011) ∞1952 Anna Eugenia d’Aremberg (1925-1997)                       | Karol Ludwik (1918-2007) ∞1950 Yolande de Ligne (1923-)                           | Rudolf (1919-2010) ∞1953 Ksenia Czerniszew-Bezobrazoff (1929-1968) ∞1971 Anna Gabriella de Wrede (1940-) | Charlotta (1921–1989) ∞1956 Jerzy, książę Meklemburgii (1899-1963)                                  | Elżbieta, pogrobowiec (1922–1993) ∞1949 Henryk z Liechtensteinu (1916-1991)                         |